# رولاند لاكومب
رولاند لاكومب (بالفرنسية: Roland Lacombe)‏ هو دراج فرنسي، ولد في 11 يوليو 1938 في Alizay ‏ في فرنسا، وتوفي في 26 نوفمبر 2011 في Montierchaume ‏ في فرنسا.

## وصلات خارجية
- رولاند لاكومب على موقع أرشيف الدراجات (الإنجليزية)
- رولاند لاكومب على موقع إحصائيات الدراجات الإحترافية (الإنجليزية)
- رولاند لاكومب على موقع أوليمبيديا (الإنجليزية)